# 은하면

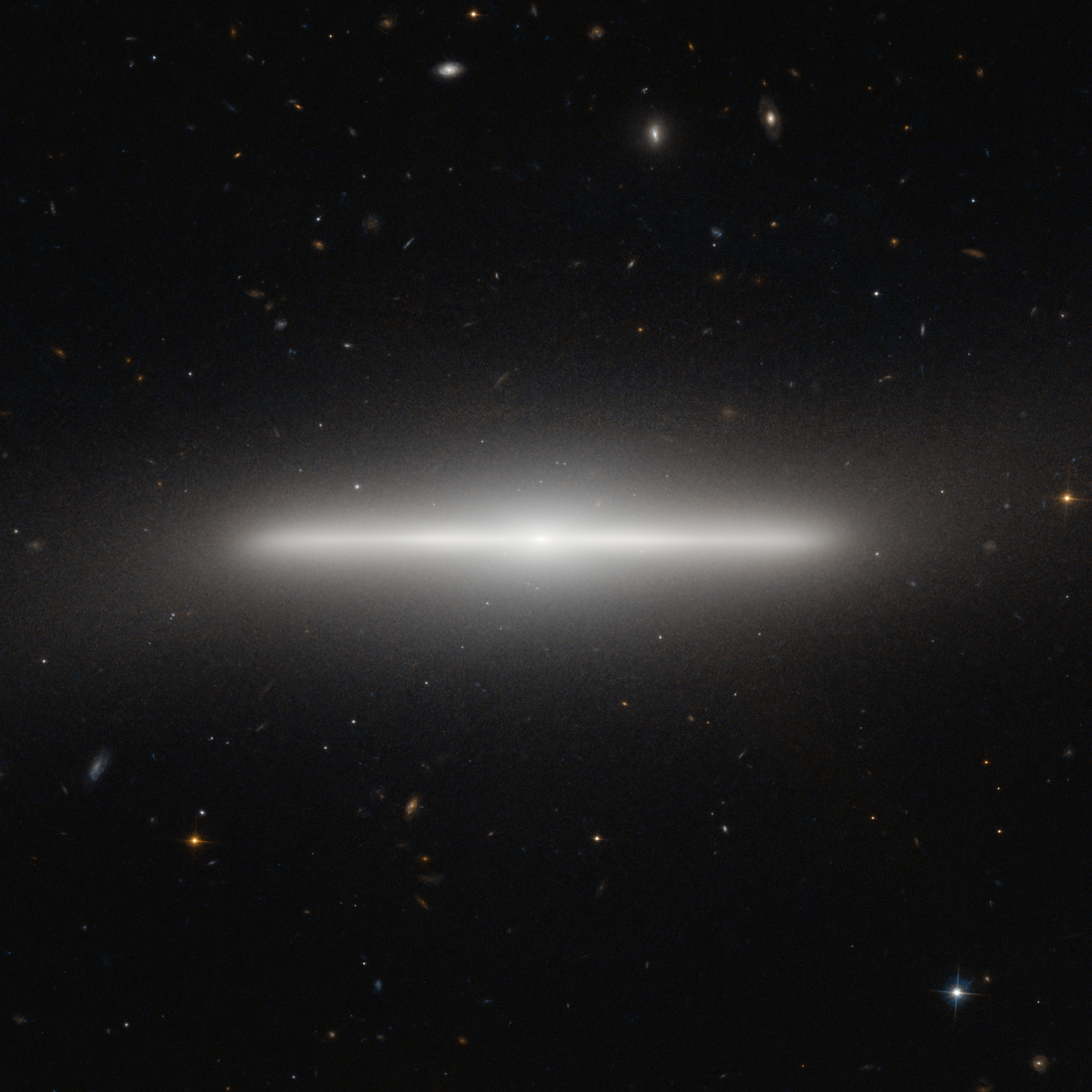
NGC 4452 은하는 지구에서 바라보았을 때, 중심의 은하핵을 볼 수 있다.

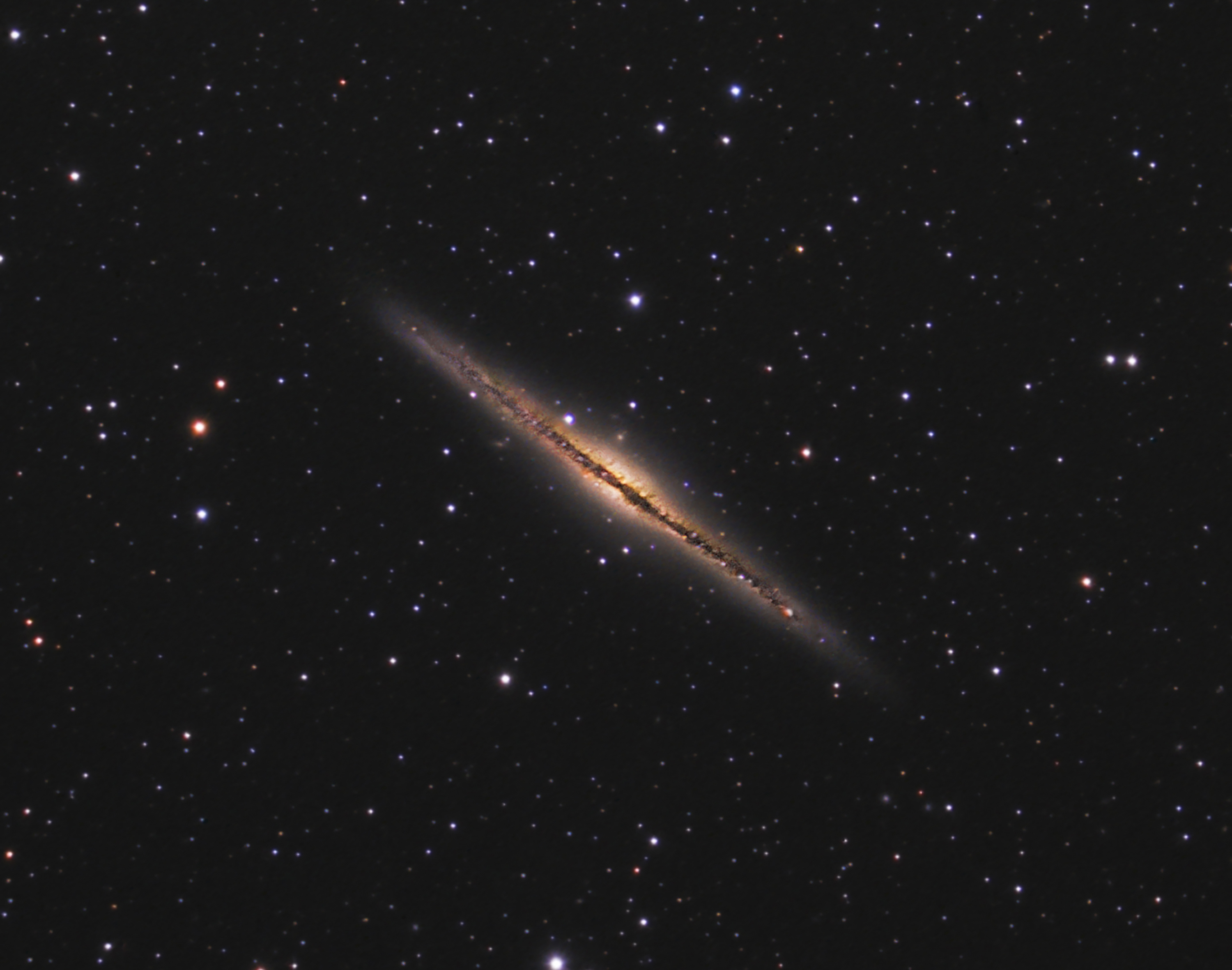
나선은하 NGC 891은 은하면에 많은 먼지가 있다.

은하면(銀河面)은 원반 모양으로 은하 질량의 대부분을 차지하는 평면을 말한다. 불규칙 은하에서는 뚜렷한 은하면이 없을 수 있다.

## 같이 보기
- 은하좌표계